# Лямпя
«Лямпя» (азерб. Ləmpə) — азербайджанские ворсовые ковры, входящие в шушинскую группу Карабахского типа. Известно, что ещё в первой половине XIX века эти ковры изготовлялись в Шуше. Позже они распространились на все ковроткацкие пункты Карабаха, художественно развивались и совершенствовались. Обычно ковры такой композиции ткались в комплекте: два боковых и серединный. Композиция ковра «Лямпя» возникла в связи с развитием стенного и потолочного украшения больших жилых комнат в Шуше. Считается, что эта композиция заимствована с потолочного украшения определенного дома, возможно, дома Мехмандарова.

## Художественные особенности

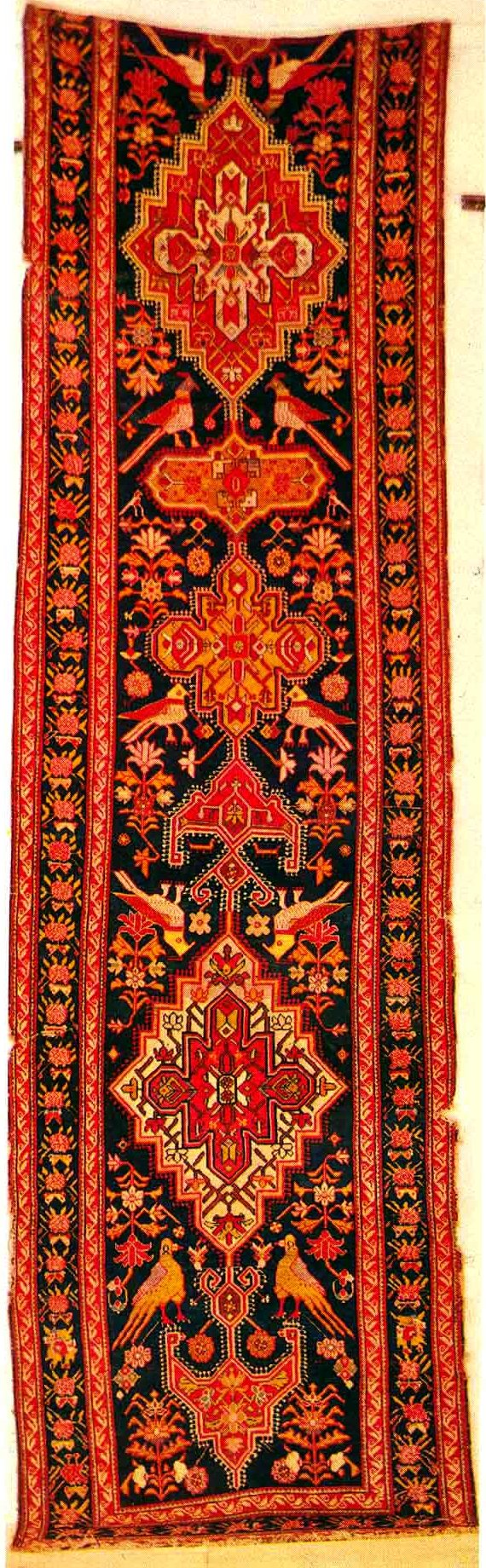
Ковёр «Лямпя» XVIII века с изображением попугаев. Музей азербайджанского ковра в Баку

Как по структуре, так и по композиции ковры «Лямпя» считаются самыми сложными коврами карабахской ковроткацкой школы. Композиция этих ковров оригинальна и в какой-то степени напоминает ковры «Ханлыг», входящий в джебраильскую группу, и «Лячактурундж», относящийся к тебризской группе. Так, композиция тебризского «Лячактурунджа» требует поверхности «алтунтанасуб» и эта особенность делает данную композицию уравновешенной и изящной. К ковру же «Лямпя» это не относится. «Лямпя» имеет продолговатую форму. Мастера, сохранив общий принцип построения композиции «Лячактурундж», на его основе создали оригинальную композицию новой формы, развили и усовершенствовали её.
Для композиции ковра «Лямпя» характерен большой восьмиконечный медальон (гёль) в центре серединного поля. В верхней и нижней частях гёля находятся типичные для «Лямпя» большие кетебе продолговатой формы. Гёли и кетебе последовательно, через один, повторяются до самого конца серединного поля. Эти большие элементы — гёли и кетеб часто образуют вертикальный ряд и заканчиваются «губпой» («башлыгом»). Ковроткачи Шуши называли этот элемент «челляк». В незаполненных промежутках серединного поля ближе к гёлям находятся изображения попугаев. Украшающий серединное поле этот элемент является типичным для ковра «Лямпя». Следует также отметить, что в начале и конце серединного поля (в углах) размещаются лячаки с длинными полами.
Бордюрная кайма удлиненных ковров (размером 100 х 600 см) обычно бывает узкой. Этот принцип соблюдён и в ковре «Лямпя имеющем продолговатую форму. Встречаются также ковры «Лямпя» в форме намазлыка.
Ковры «Лямпя» относятся к высшей категории ковров   карабахской школы.

## Технические особенности
Ковры «Лямпя» обычно производятся удлиненных размеров (от 100×500 см до 150×700 см). Плотность узлов: на каждом квадратном дециметре помещается от 35 x 35 до 40 x 40 узлов (на каждом квадратном метре — от 122000 до 160000 узлов). Высота ворса 7 — 9 миллиметров.